# Wijckel
Wijckel (Fries: Wikel) is een dorp in de gemeente De Friese Meren, in de Nederlandse provincie Friesland. Wijckel ligt tussen Balk en Sloten net ten zuiden van het Slotermeer. In 2023 telde het dorp 645 inwoners. De buurtschap Bargebek heeft dezelfde postcode als Wijckel.

## Geschiedenis
Vanaf de 13e eeuw werd de plaatsnaam gespeld als Wicle, Wijckel, Wickell, Wycla, Wyckel, Wickell, en Wickel. De plaatsnaam verwijst waarschijnlijk naar een open bos (lo) van Wike.
Tot 1984 lag Wijckel in de gemeente Gaasterland, daarna in de gemeente Gaasterland-Sloten. Sinds 2014 ligt de plaats in de gemeente De Friese Meren.

## Kerk en Van Coehoorn

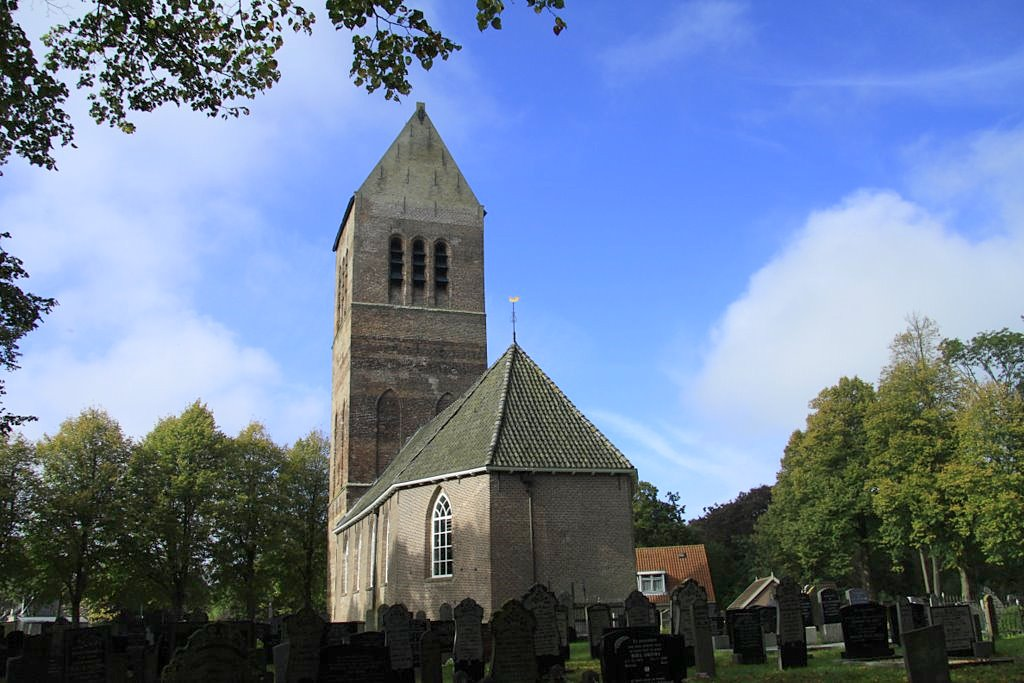
Vaste Burchtkerk

In de 17e-eeuwse kerk heeft de militair en vermaarde vestingbouwer Menno van Coehoorn (1641-1704) een praalgraf gekregen. Deze bewoonde hier zijn buitenplaats Meerenstein, deze werd in 1811 afgebroken. Het bijbehorende park is er nog wel en staat bekend als het Van Coehoornbos. Een bos dat beheerd wordt door It Fryske Gea en aangelegd werd in 1680 door de naamgever.

## Molen
Aan de N359 staat er houten paaltjasker (poldermolen). De Tjasker Zandpoel staat aan de rand van het natuurgebied de Zandpoel, dat wordt beheerd door Staatsbosbeheer.

## Toerisme
Het dorp is enigszins toeristisch, omdat het niet ver van het Slotermeer is gelegen. Er ligt even ten noorden van het dorp, achter het bos, een camping en vakantiepark aan de Wijckeler Opvaart, "Camping 't Hop", genoemd naar het kasteel van de vroegere baron Meerenstein. Daarnaast zijn er twee boerderijcampings, "de Tjasker" en "de Jachtlusthoeve". Tegenover de kerk ligt theetuin "Under de toer". Tevens ligt Wijckel aan het St. Odulphus wandelpad.

## Onderwijs
Tot 2014 had het dorp een basisschool, De Regenboog. Maar wegens een tekort aan leerlingen moest de school sluiten. De eerder gesloten school was eerder omgebouwd tot een dorpshuis, Dorpshuis Irene.

## Sport
De korfbalvereniging De Tûke Goaiers, kortweg KV DTG is opgericht in 1947.

## Cultuur
De Fanfare Melodia is in 1930 opgericht.

## Openbaar vervoer
- Lijn 41: Heerenveen - Joure - Scharsterbrug - Sint Nicolaasga - Spannenburg - Tjerkgaast - Sloten - Wijckel - Balk - Sondel - Lemmer

## Bekende (ex-)inwoners
- Menno van Coehoorn, militair en vestingbouwer

### Geboren in Wijckel
- Edzard van der Laan, arts en verzetsstrijder
- Pieter Leffertstra, politicus
- Marike van Dijk, muzikante
- Marrit Leenstra, schaatsster